# Kanton Tsingoni
Der Kanton Tsingoni ist ein Kanton im französischen Übersee-Département Mayotte.

## Gemeinden
Der Kanton besteht aus zwei Gemeinden mit insgesamt 20.366 Einwohnern (Stand: 14. Dezember 2017) auf einer Gesamtfläche von 56,46 km²:
| Gemeinde        | Einwohner 1. Januar 2022 | Fläche km² | Dichte Einw./km² | Code INSEE | Postleitzahl |
| --------------- | ------------------------ | ---------- | ---------------- | ---------- | ------------ |
| M’Tsangamouji   | 6.432                    | 22,04      | 292              | 97613      | 97650        |
| Tsingoni        | 13.934                   | 34,42      | 405              | 97617      | 97680        |
| Kanton Tsingoni | 20.366                   | 56,46      | 361              | 97613      | –            |

## Geschichte
Von 1977 bis 2015 bestand ein gleichnamiger Kanton, der nur das Gebiet der Gemeinde Tsingoni umfasste. Vertreter im Generalrat von Mayotte war von 2008 bis 2015 Issoufi Hamada.